# Whiddy
Whiddy (irl. Oileán Faoide) – wyspa w zatoce Bantry, przy południowo-zachodnim wybrzeżu Irlandii i wyspy o tej samej nazwie, ma powierzchnię ok. 13,6 km².
W czasie I wojny światowej stanowiła bazę lotnictwa amerykańskiego, a obecnie znajduje się tu skład paliw dla tankowców.